# Jane Bingham Abbott
Jane Bingham Abbott, aussi appelée simplement Jane Abbott, née le 19 mars 1851 à Charlotte et morte le 20 février 1934 à Chicago, est une compositrice américaine.

## Biographie
Jane Abbott est notamment la compositrice de nombreuses romances.